# Witkowo
Witkowo (udtale: [vitˈkɔvɔ]) er en by i den østlige centrale del af  voivodskabet Storpolen i  den vestlige centrale del af Polen. Byen   har 7.623(2021) indbyggere og et areal på 8,3 km², og er en del af  powiatet Gniezno.

## Historie
Witkowo blev  nævnt første gang i et dokument fra 1363. Det var en privat landsby af polsk adel i Kongeriget Polen, administrativt beliggende i powiat Gniezno  i Kalisz voivodskab i provinsen  Storpolen. I 1676 fik den stadsrettigheder.
Efter den fælles tysk-sovjetiske invasion af Polen, som startede 2. verdenskrig i september 1939, var byen besat af  Nazityskland indtil 1945. Lokalt enheder af modstandsbevægelserne Szare Szeregi (de grå rækker) og Wielkopolska Organizacja Wojskowa  blev grundlagt allerede i 1939, og sidstnævnte blev en del af den større Wojskowa Organizacja Ziem Zachodnich organisation i 1940.